# Emgrand
Emgrand es una marca de automóviles creada por la compañía china Geely. Se lanzó en agosto de 2009 y se suspendió en 2014, cuando sus productos fueron rebautizados como Geely, convirtiéndose en un nombre de modelo bajo la marca.

## Historia
La marca Emgrand fue introducida en 2009 durante el salon del automóvil de Shanghái junto con otras dos nuevas marcas creadas por Geely. Englon y Gleagle
El primer modelo de Emgrand es el EC7 lanzado en julio de 2009 a finales de 2012 se anunció que en el Reino Unido se sacara a la venta el Emgrand EC7 y en agosto de 2012 se lanzó el Emgrand EC8.
En 2014, Emgrand dejó de ser una marca independiente, y Emgrand se convirtió en una submarca de Geely, que a su vez adoptó una versión actualizada del logotipo de Emgrand.

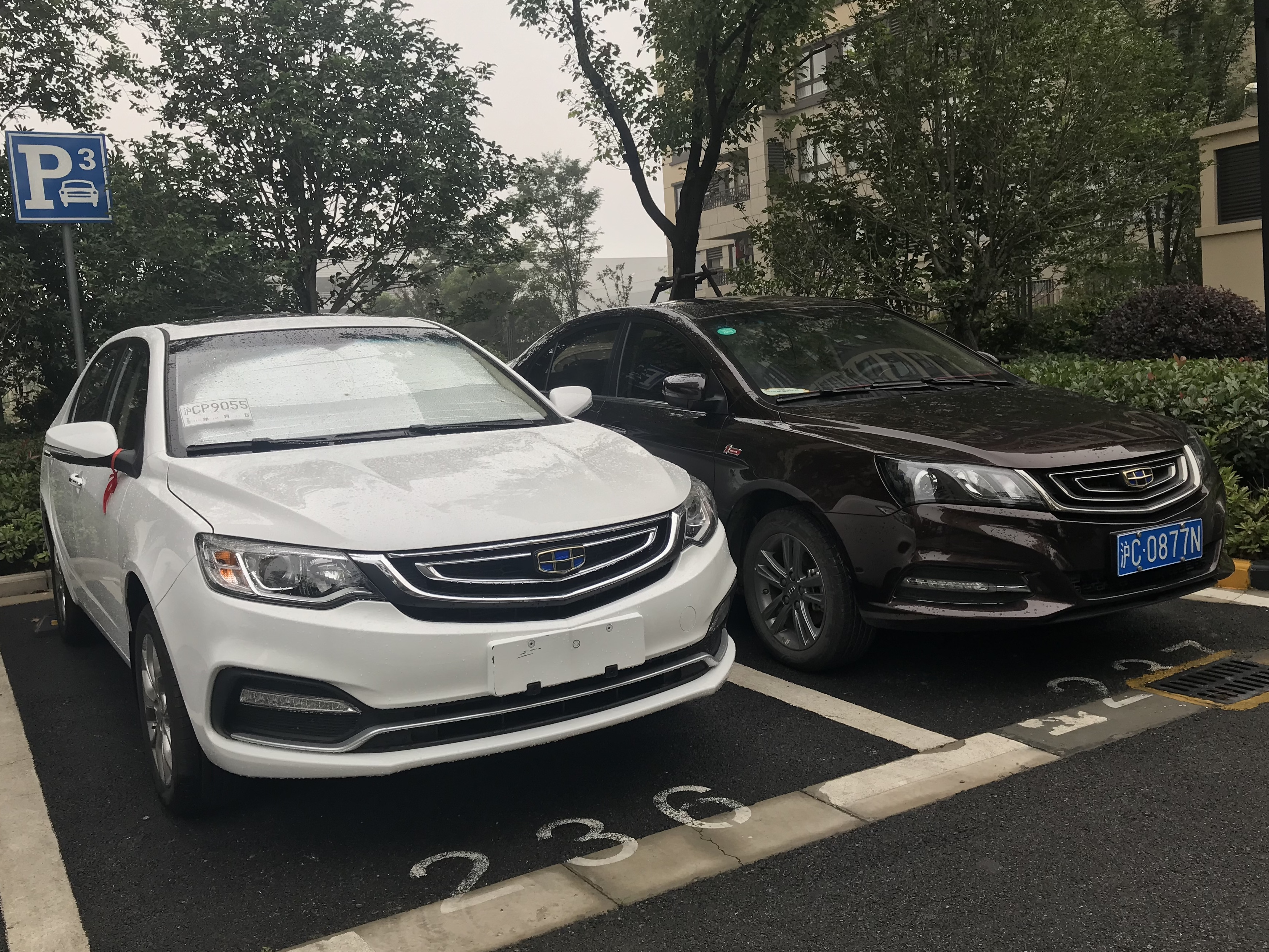
Los sedanes Geely Yuanjing (izquierda) y Emgrand (derecha), ambos con la insignia de Emgrand, que ahora es la nueva insignia de Geely.

## Productos

### Modelos de producción
Se produjeron los siguientes Emgrand:
- Emgrand EC7 (compacto tracción delantera sedán y hatchback)
- Emgrand EC7-RV
- Emgrand EC8
- Emgrand X7 (SUV)

|                               |
| Emgrand EC7 sedán (2009-2016) |

|                                   |
| Emgrand EC7 hatchback (2014-2016) |

|                         |
| Emgrand EC8 (2012-2016) |

### Autos conceptuales
Un concepto del automóvil limusina Emgrand GE se presentó en el Auto Show de Shanghai de 2009, y una versión refinada se mostró más tarde en el Auto Show de Beijing de 2010.
Emgrand presentó tres nuevos prototipos en el Salón del Automóvil de Beijing de 2012: el EX8, el EX9 y el GE.[cita requerida]
Emgrand presentó el concept car KC en el Salón del Automóvil de Shanghai 2013, un sedán de tamaño mediano que presenta una vista previa del modelo de producción Emgrand EC9. Debido a la discontinuación de la marca Emgrand un año después, el modelo de producción se vendió bajo la marca Geely como Geely Borui.
|                         |
| El prototipo Emgrand KC |

|            |
| Emgrand GE |